# Hava Nagila
„Hava Nagila” (în ebraică הָבָה נָגִילָה, transliterat: Hāvā Nāgīlā, În traducere „Să ne bucurăm”) este un cântec popular evreiesc. Este cântat de obicei la sărbători, precum nunți, Bar Mițva și alte festivități în rândul comunității evreiești.

## Istoric
„Hava Nagila” este unul dintre primele cântece populare evreiești moderne în limba ebraică. A continuat să devină un element de bază al interpreților trupei la nunțile evreiești și la sărbătorile bar / bat (b'nei) mitzvah.
Melodia se bazează pe un Nigun hasidic. A fost compus în 1918 pentru a celebra Declarația Balfour și victoria engleză asupra otomanilor din 1917.
Abraham Zevi Idelsohn (1882–1938), profesor la Universitatea Ebraică din Ierusalim, a început să inventarieze toată muzica evreiască cunoscută și să predea cursuri de compoziție muzicală; unul dintre elevii săi a fost un student cantonal promițător, Moshe Nathanson, căruia, împreună cu restul clasei sale, profesorul i-a prezentat o cântare lentă, melodioasă, din secolul al XIX-lea (niggun sau nigun) și i-a fost desemnat să adauge ritm și cuvinte pentru a modela un cântec ebraic modern. Există afirmații concurente cu privire la compozitorul lui „Hava Nagila”, atât Idelsohn, cât și Nathanson fiind sugerați.
| Transliterare             | text ebraic                   |  | traducere în engleză                        |
| ------------------------- | ----------------------------- |  | ------------------------------------------- |
| Hava nagila               | הָבָה נָגִילָה                     |  | Să ne bucurăm                               |
| Hava nagila               | הָבָה נָגִילָה                     |  | Să ne bucurăm                               |
| Hava nagila ve-nismeḥa    | הָבָה נָגִילָה וְנִשְׂמְחָה              |  | Să ne bucurăm și să fim fericiți            |
|                           | (repeta)                      |  |                                             |
| Hava neranenah            | הָבָה נְרַנְּנָה                     |  | Hai să cântăm                               |
| Hava neranenah            | הָבָה נְרַנְּנָה                     |  | Hai să cântăm                               |
| Hava neranenah ve-nismeḥa | הָבָה נְרַנְּנָה וְנִשְׂמְחָה              |  | Să cântăm și să fim fericiți                |
|                           | (repeta)                      |  |                                             |
| Uru, uru aḥim!            | ! עוּרוּ, עוּרוּ אַחִים             |  | Treziți-vă, treziți-vă, fraților!           |
| Uru aḥim be-lev sameaḥ    | עוּרוּ אַחִים בְּלֵב שָׂמֵחַ             |  | Frați trejiți cu inima fericită             |
|                           | (repetați rândul de trei ori) |  |                                             |
| Uru aḥim, uru aḥim!       | ! עוּרוּ אַחִים, עוּרוּ אַחִים        |  | Treziți-vă, fraților, treziți-vă, fraților! |
| Be-lev sameaḥ             | בְּלֵב שָׂמֵחַ                       |  | Cu inima fericită                           |